# Палладій (Цезар)
Паладій (лат. Palladius) — співправитель імператора  Петронія Максима в 455.

## Життєпис
За повідомленням Ідація, Паладій був сином Петронія Максима.
Після того, як його батько вбив імператора Валентиніана III і проголосив себе августом, Паладій став його цезарем. За нього видали заміж дочку Валентиніана (можливо, Євдокію), а Петроній Максим одружився з удовою Валентиніана Ліцінією Євдоксією.
Але незабаром, на прохання Євдоксії, яка бажала помститися Максиму за смерть чоловіка, правитель вандалів Гейзеріх захопив Рим. В результаті Паладій був убитий разом зі своїм батьком.